# 伽利略·伽利萊天文館
伽利略·伽利萊天文館（西班牙語：Planetario Galileo Galilei）是一座位於阿根廷布宜諾斯艾利斯巴勒莫公園的天象儀。

## 歷史
自1958年，布宜諾斯艾利斯政府開始進行在城市內設立天文場館的初步規劃。社會黨議員何塞·路易斯·佩尼亞 (José Luis Peña) 與市文化部長阿爾多·科卡 (Aldo Cocca)共同進行規劃。
。
1962年，伽利略·伽利萊天文館的建造工程在前布宜諾斯艾利斯市建築總局的阿根廷建築師恩里克·簡（Enrique Jan）的指導下正式進行。工程則是由土木建築公司SA負責。完工典禮則於1966年12月20日由當時的市長歐亨尼奧·謝蒂尼（Eugenio Schettini）主持。天象儀則於1967年6月13日舉行了首場演出，設施最終則於1968年4月5日向公眾開放，並任命安東尼奧·科爾內霍 (Antonio Cornejo) 為天文館的第一任館長。
天文館的名字是為了紀念著名的數學家和天文學家伽利略·伽利莱，市政條例將其描述為「其非凡的個性及成就超越了他的國家的邊界，並加入成為推動人類進步的偉人行列。」天文館周圍使用的空間則是布宜諾斯艾利斯板球俱樂部和布宜諾斯艾利斯足球俱樂部共享的總部。
2001年6月，天文館開始舉辦位於以盲人或低視力人群的互動設施，該展設通過與阿根廷盲人圖書館(BAC) 的合作，將觸覺天體圖、浮雕圖形、故事、音樂和音效結合在一起。2011年，伽利略·伽利萊天文館進行了修復工程，在此期間更新了室內設備和內飾，2017年，因應創立50週年活動，天文館再次進行內部翻新使其內部展館更加現代化。近年，官方也進行面向自閉症、聽力障礙者等人士提供特殊之設施進行互動。

## 設施
天文館結構共有有五層、六個樓梯和一個直徑20公尺（66 英尺）的房間，並設立約360個座位。其中20公尺高的半球形穹頂內部則覆蓋著反光镜。
天文像投影儀位於建築物的中心，該館共擁有100多台投影儀，高約5公尺（16 英尺），重2.5噸。由一個圓柱形框架和獨立的投影儀組成，能夠投影月球、太陽和可見行星（水星、金星、火星、木星和土星），以及可以投影8,900顆恆星、星座和星雲。天文館也設有包括5公尺高、重2.5噸的Zeiss Mark V行星投影儀、陳列室的一個區域有一個磁環，可以放大聲音並促進聽力障礙者的聽力（通過使用助聽器）。

### 收藏
- 博物館保存一座月球岩石，是1969年阿波羅11號任務帶回地球後，由美國總統理查德·尼克松贈予天文館。
- 該博物館還收藏了內烏肯省具有1億年歷史的海洋生物菊石化石。
- 入口露台上陳列著一顆來自查科省的金屬隕石。[10]

## 圖片

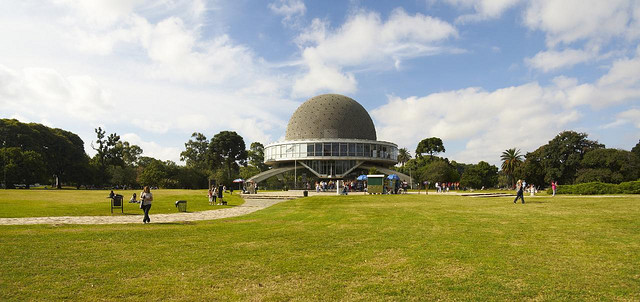
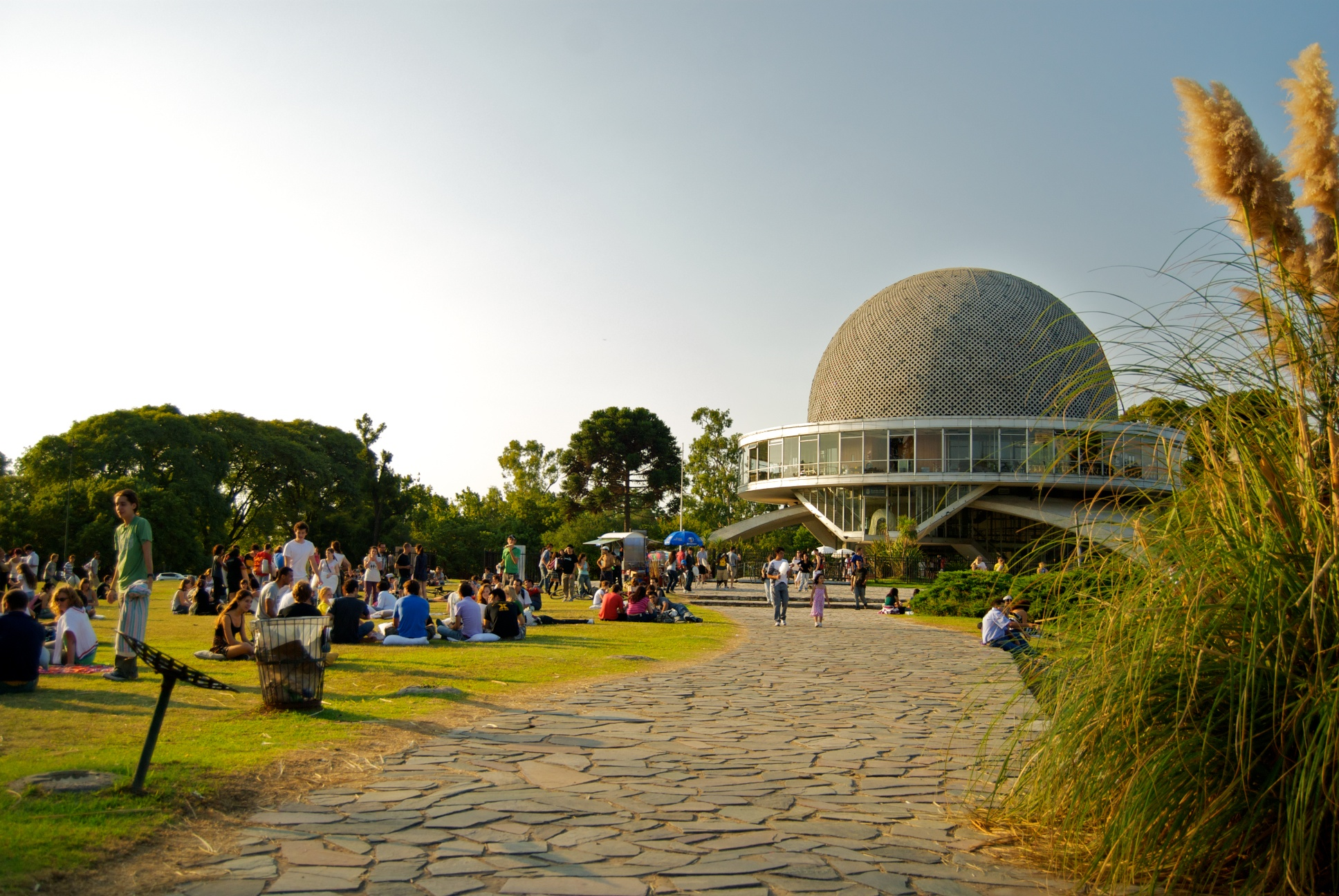
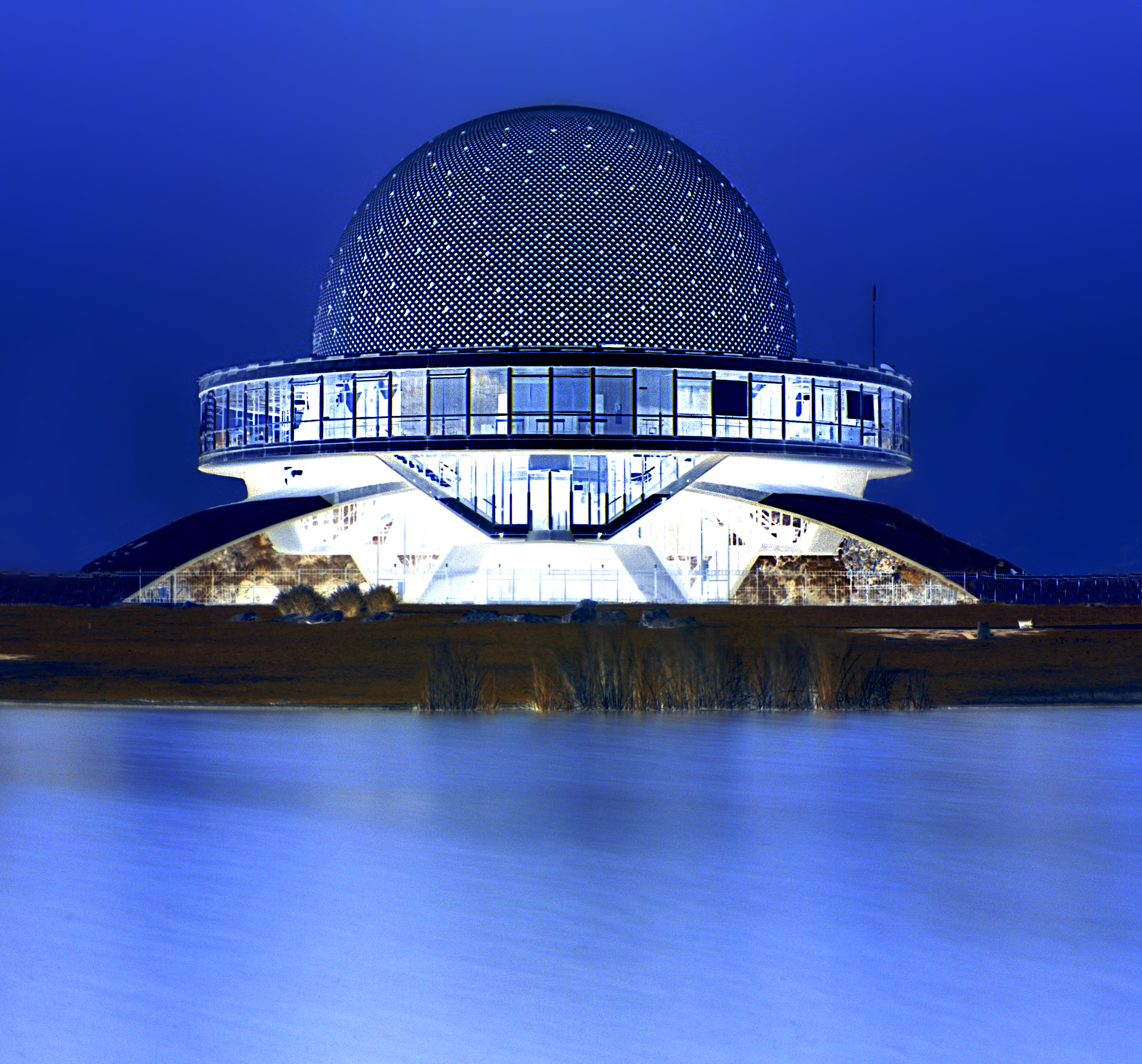
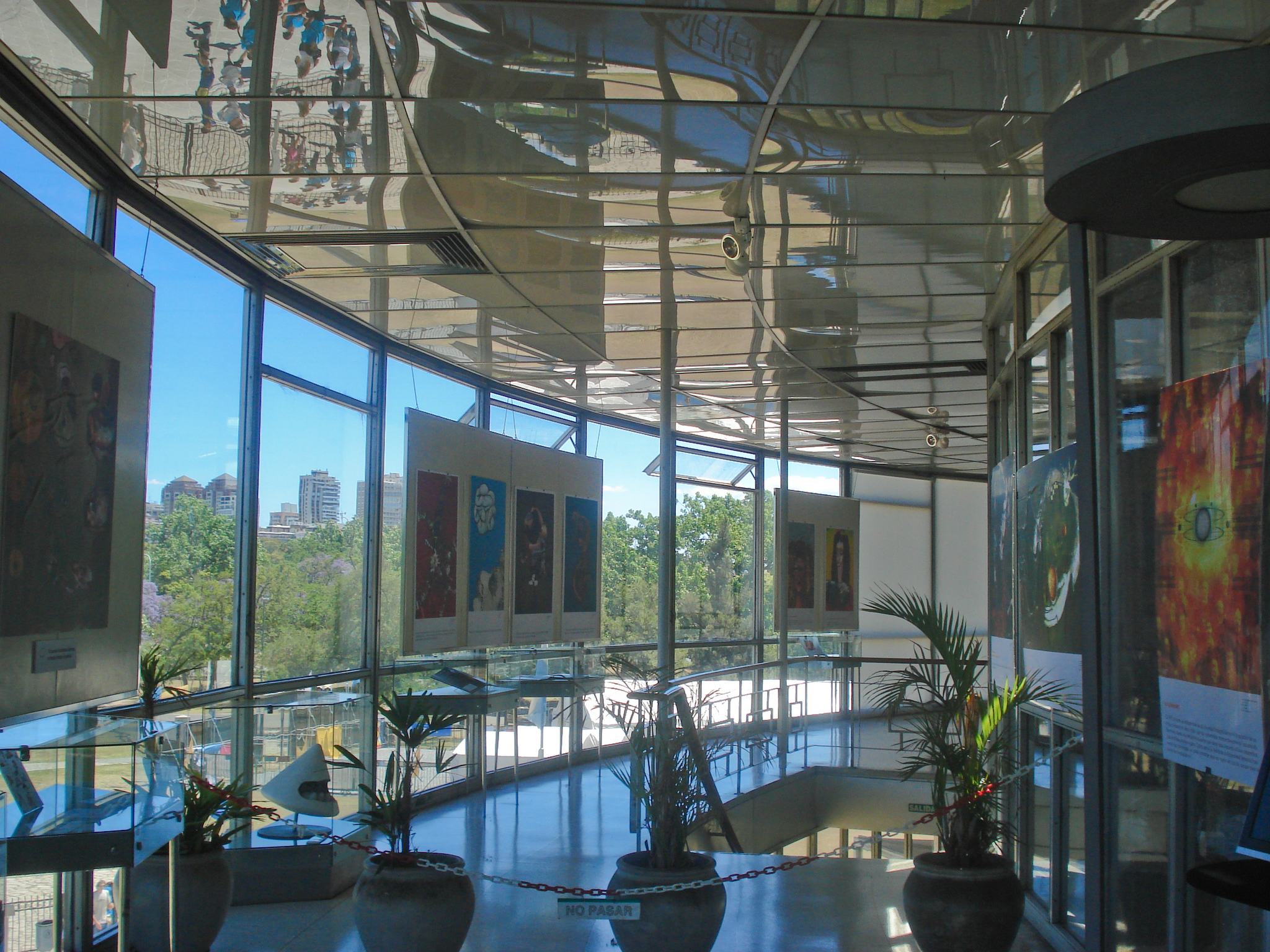

## 外部連結
- Sitio oficial del Planetario Galileo Galilei
- Video del Planetario Galileo Galilei

34°34′11″S 58°24′42″W / 34.56972°S 58.41167°W